# Erik Rhodes (actor porno)
James Elliott Naughtin (8 de febrero de 1982 - 14 de junio de 2012), conocido profesionalmente como Erik Rhodes, fue un actor y director de cine pornográfico gay estadounidense. Después de hacer su debut en el cine para adultos como intérprete en 2004, Rhodes se convirtió en un modelo exclusivo con Falcon Studios, y comenzó a dirigir películas para adultos para Raging Stallion Studios cuando el estudio fue adquirido por Falcon en 2011. Más allá de su trabajo en la pornografía, Rhodes estuvo activo en la vida nocturna de Nueva York y los círculos de celebridades, y una vez estuvo vinculado al diseñador de moda Marc Jacobs.

## Biografía

### Primeros años y carrera
Rhodes nació con el nombre de James Elliott Naughtin en Massapequa, Nueva York. Tiene un hermano gemelo idéntico, Jon Naughtin. Rhodes trabajó en un compañía de atención médica (CVS) y una tienda de sexo antes de trabajar como estríper y acompañante masculino, donde fue descubierto por un reclutador del estudio de pornografía gay Falcon Entertainment. Ingresó a la industria del cine para adultos a la edad de 22 años, en la película Flesh de 2004 producida por Studio 2000. El papel sería el único largometraje pornográfico gay no producido por Falcón de Rhodes; firmaría un contacto exclusivo con Falcon en 2004, e hizo su debut en el estudio ese mismo año con la película Super Soaked.
A lo largo de su carrera, Rhodes apareció en más de 40 escenas con Falcon y dirigió ocho películas para la filial de Falcon Mustang Studios. Comenzó a aparecer en películas producidas por Raging Stallion Studios cuando el estudio se fusionó con Falcon en 2011. Sus créditos notables incluyen actuaciones nominadas al Premio Grabby en Heaven to Hell (2005) y The Velvet Mafia (2006), y la película de 2007 The Ivy League, por la que ganó dos premios Grabby. Rhodes fue señalado por los medios como una de las últimas estrellas porno gay para lograr un amplio reconocimiento y fama "en una industria cada vez más vacilante en medio de la explosión de la piratería y los sitios de cámaras amateur".
Más allá de su trabajo en pornografía, Rhodes era activo como un miembro de la sociedad en la vida nocturna gay de Nueva York, y The New York Times lo describió como "una celebridad poco probable en algunos círculos sociales de Nueva York". Asistió a la Semana de la Moda de Nueva York, y fue escrito con frecuencia por Page Six y Gawker. Rhodes a menudo estaba vinculado al diseñador de moda Marc Jacobs, aunque Rhodes negó que su relación fuera de naturaleza romántica o sexual. También participó en una campaña de propaganda para los almacenes "Loehmann's Department Store" en el 2007 y en L.A. Zombie, una película experimental de 2010 del director Bruce LaBruce.
Rhodes fue el segundo en haber actuado como activo con el habitualmente activo Matthew Rush como el pasivo en la película Heaven to Hell «inglés: Del cielo al infierno».
Fue forzado en el escenario a besar a Kathy Griffin en su programa reality My Life on the D-List (Temporada 3) en los premios del cine porno gay los GayVN Awards. Actuó un pequeño papel en el filme de Mandy Moore Dedication.

### Carrera posterior y muerte

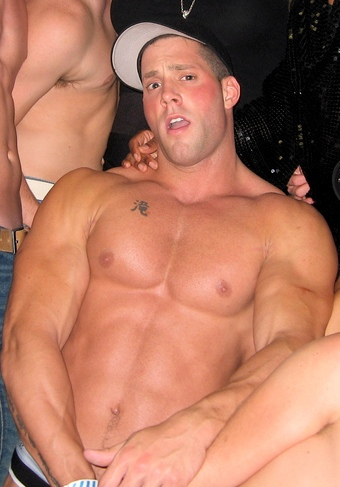
Rhodes en los Premios Escort Masculino en 2006

Rhodes continuó trabajando como acompañante mientras filmaba simultáneamente películas con Falcon, y expresó escepticismo sobre la industria del entretenimiento para adultos homosexuales en los últimos años de su vida. Fue abierto sobre sus luchas con el uso de drogas y la depresión, y mantuvo un blog donde escribió con frecuencia sobre su uso de esteroides anabólicos y drogas de club.
El 14 de junio de 2012, murió mientras dormía por un paro cardíaco, a las 5:30 de la mañana (hora local), a la edad de 30 años. Aunque nunca se reveló una causa oficial de muerte, los medios notaron que Rhodes declaró en su blog en los días anteriores a su muerte que él mezclaba múltiples esteroides, incluida la hormona del crecimiento humano. En una de sus últimas entradas en el blog, escribió sobre su uso de esteroides que él estaba "esperando hasta explotar. O que mi hígado falle... cual de todo [ sic ] suceda primero". Su muerte se observó como una de varias de personas prominentes y por suicidio que ocurrieron en la industria de la pornografía gay en 2012 y 2013, junto con las de Arpad Miklos, Roman Ragazzi y Wilfried Knight. Se celebró un funeral privado para Rhodes en el lago Ronkonkoma, Nueva York ; sus restos fueron incinerados, a pedido de su familia.
En un obituario escrito para The New York Times, fue expuesto póstumamente como VIH positivo, y el escritor Jacob Bernstein reveló que había sido diagnosticado previamente mientras se preparaba para filmar una escena para el sitio web de pornografía gay Randy Blue. Dado que Rhodes no reveló públicamente su estado de portador de VIH durante su vida, la divulgación de The Times fue objeto de controversia.

## Filmografía parcial
| Año  | Título                              | Título en español                                                    |
| ---- | ----------------------------------- | -------------------------------------------------------------------- |
| 2008 | Best Men Part 2: The Wedding Party  | «Padrinos 2: celebración de la boda»                                 |
| 2008 | Best Men Part 1: The Bachelor Party | «Padrinos 1: celebración de la despedida de soltero»                 |
| 2008 | Afterparty                          | «Fiesta después de la fiesta»                                        |
| 2008 | Fleet week                          | «Semana de la flotilla»                                              |
| 2007 | Overtime                            | «Trabajo de más»                                                     |
| 2007 | Dare                                | «Atrévete»                                                           |
| 2007 | Ivy League                          | «La liga Ivy»                                                        |
| 2007 | Rush and Release                    | «La intoxicación y el alivio»                                        |
| 2007 | The Farmer's Son                    | «El hijo del granjero»                                               |
| 2006 | From Top to Bottom                  | «De activo a pasivo (homónimo en el inglés con "de arriba a abajo")» |
| 2006 | The Velvet Mafia                    | «La mafia del terciopelo»                                            |
| 2006 | Basic plumbing 3                    | «Plomería básica»                                                    |
| 2006 | Beefcake                            | «Pastel de carne»                                                    |
| 2005 | Driver                              | «Chofer»                                                             |
| 2005 | Cross Country 2                     | «A través del campo 2»                                               |
| 2005 | Flex                                | «Flexiona»                                                           |
| 2005 | Heaven to Hell                      | «Del cielo al infierno»                                              |
| 2005 | Super Soaked                        | «Super empapado»                                                     |
| 2005 | Cross Country 1                     | «A través del campo 1»                                               |
| 2004 | Flesh                               | «Carne»                                                              |